# Luigi Omodei
Luigi Omodei o Amadei (Madrid, 20 marzo 1657 – Roma, 18 agosto 1706) è stato un cardinale italiano.

## Biografia
Era figlio postumo di Agostino Omodei di Milano, ex uxore marchese di Villanueva del Ariscal e di Almonacir, e della sua terza moglie Maria Lasso de la Vega y Mendoza (chiamata anche María Pacheco y Mendoza, e figlia a sua volta di Luis Lasso de la Vega y Niño de Guevara). La famiglia paterna era una nobile famiglia milanese che vantava il titolo marchionale di Piovera. Il cardinale Luigi Alessandro Omodei era suo zio e la sua figura fu importante per la carriera ecclesiastica di Luigi Omodei.
Papa Alessandro VIII lo creò cardinale il 13 febbraio 1690.

## Ascendenza
|                                     |                                                         |                            | Genitori                 |  |  | Nonni |  |  | Bisnonni                |  |  | Trisnonni         |  |
|                                     |                                                         |                            |                          |  |  |       |  |  | Giovanni Giacomo Omodei |  |  | Giampietro Omodei |  |
|                                     |                                                         |                            |                          |  |  |       |  |  | Giovanni Giacomo Omodei |  |  | Giampietro Omodei |  |
|                                     |                                                         | …                          |                          |  |  |       |  |  | Giovanni Giacomo Omodei |  |  |                   |  |
| Carlo Omodei, I marchese di Piovera |                                                         |                            |                          |  |  |       |  |  | Giovanni Giacomo Omodei |  |  |                   |  |
|                                     |                                                         | Caterina Alemagna          | Benedetto Alemagna       |  |  |       |  |  |                         |  |  |                   |  |
|                                     |                                                         | Caterina Alemagna          | Benedetto Alemagna       |  |  |       |  |  |                         |  |  |                   |  |
|                                     |                                                         | Caterina Alemagna          | …                        |  |  |       |  |  |                         |  |  |                   |  |
| Agostino Omodei                     |                                                         | Caterina Alemagna          |                          |  |  |       |  |  |                         |  |  |                   |  |
|                                     |                                                         | Giovanni Battista Lurani   | Pietro Paolo Lurani      |  |  |       |  |  |                         |  |  |                   |  |
|                                     |                                                         | Giovanni Battista Lurani   | Pietro Paolo Lurani      |  |  |       |  |  |                         |  |  |                   |  |
|                                     |                                                         | Giovanni Battista Lurani   | Bona Maria Castoldi      |  |  |       |  |  |                         |  |  |                   |  |
| Beatrice Lurani                     |                                                         | Giovanni Battista Lurani   |                          |  |  |       |  |  |                         |  |  |                   |  |
|                                     |                                                         | Costanza Cesati            | Francesco Cesati         |  |  |       |  |  |                         |  |  |                   |  |
|                                     |                                                         | Costanza Cesati            | Francesco Cesati         |  |  |       |  |  |                         |  |  |                   |  |
|                                     |                                                         | Costanza Cesati            | …                        |  |  |       |  |  |                         |  |  |                   |  |
| Luigi Omodei                        |                                                         | Costanza Cesati            |                          |  |  |       |  |  |                         |  |  |                   |  |
|                                     | Pedro Lasso de la Vega y Figueroa, I conte di los Arcos | Garcilaso de la Vega       |                          |  |  |       |  |  |                         |  |  |                   |  |
|                                     | Pedro Lasso de la Vega y Figueroa, I conte di los Arcos | Garcilaso de la Vega       |                          |  |  |       |  |  |                         |  |  |                   |  |
|                                     | Pedro Lasso de la Vega y Figueroa, I conte di los Arcos | Aldonza Niño de Guevara    |                          |  |  |       |  |  |                         |  |  |                   |  |
| Luis Julián Laso de la Vega         | Pedro Lasso de la Vega y Figueroa, I conte di los Arcos |                            |                          |  |  |       |  |  |                         |  |  |                   |  |
|                                     |                                                         | Mariana de Mendoza         | Álvaro de Luna y Mendoza |  |  |       |  |  |                         |  |  |                   |  |
|                                     |                                                         | Mariana de Mendoza         | Álvaro de Luna y Mendoza |  |  |       |  |  |                         |  |  |                   |  |
|                                     |                                                         | Mariana de Mendoza         | Teresa Carrillo          |  |  |       |  |  |                         |  |  |                   |  |
| María Pacheco y Mendoza             |                                                         | Mariana de Mendoza         |                          |  |  |       |  |  |                         |  |  |                   |  |
|                                     |                                                         | Alfonso Téllez-Girón       | …                        |  |  |       |  |  |                         |  |  |                   |  |
|                                     |                                                         | Alfonso Téllez-Girón       | …                        |  |  |       |  |  |                         |  |  |                   |  |
|                                     |                                                         | Alfonso Téllez-Girón       | …                        |  |  |       |  |  |                         |  |  |                   |  |
| María Magdalena Pacheco             |                                                         | Alfonso Téllez-Girón       |                          |  |  |       |  |  |                         |  |  |                   |  |
|                                     |                                                         | Isabel de Aragón y Mendoza | Enrique de Mendoza       |  |  |       |  |  |                         |  |  |                   |  |
|                                     |                                                         | Isabel de Aragón y Mendoza | Enrique de Mendoza       |  |  |       |  |  |                         |  |  |                   |  |
|                                     |                                                         | Isabel de Aragón y Mendoza | …                        |  |  |       |  |  |                         |  |  |                   |  |
|                                     |                                                         | Isabel de Aragón y Mendoza |                          |  |  |       |  |  |                         |  |  |                   |  |